# Park Żubra w Złocieńcu

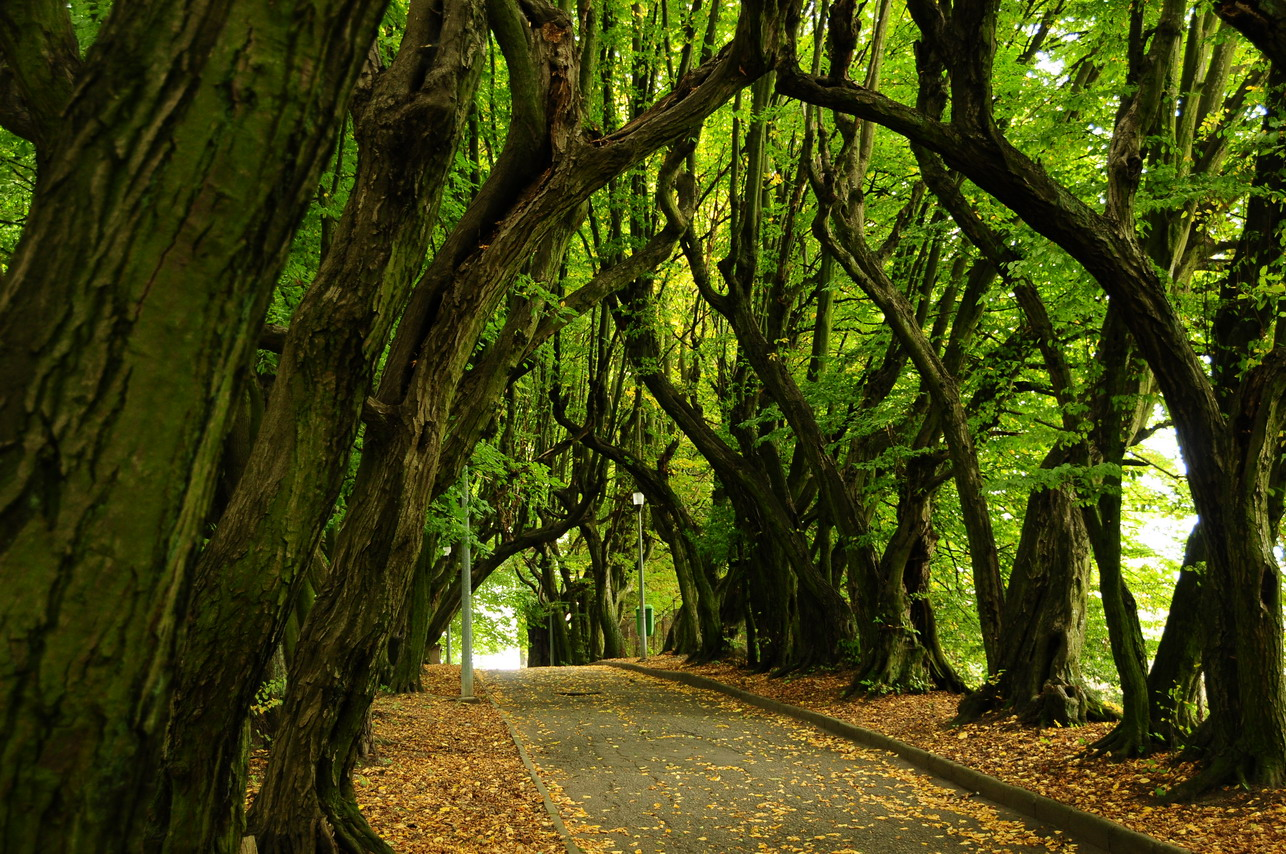
Aleja Grabowa - zabytek przyrody

Park Żubra - park miejski zlokalizowany w Złocieńcu, w rejonie wzgórza zamkowego, nad Drawą, w widłach ulic Cieszyńskiej i Staszica.
Park powstał na początku XVIII wieku i do 1945 nazywany był ogrodem zamkowym. Należał do rodziny von Griesheim i był niedostępny dla zwykłych mieszkańców Złocieńca. Miał bogate wyposażenie w małą architekturę, w tym donice z roślinami egzotycznymi, w zimie przenoszonymi do zamku. Obecna nazwa pochodzi od pierwszego powojennego opiekuna parku, którym był Jan Żuber. Park leży w Obszarze Specjalnej Ochrony Ptaków Natura 2000 Ostoja Drawska, w Obszarze Chronionego Krajobrazu Pojezierze Drawskie i w otulinie Drawskiego Parku Krajobrazowego. Po terenach parkowych wytyczono ścieżkę przyrodniczo-dydaktyczną Park Żubra (2010). W 2009 przeprowadzono gruntowną renowację parku.
Główną atrakcją przyrodniczą parku jest Aleja Grabowa utworzona przez 83 zabytkowe, ponad 80-letnie drzewa o specjalnie ukształtowanych koronach. Tworzą one rodzaj baldachimu-bramy, akcentując strefę wejściową do parku od strony ul. Cieszyńskiej. Najciekawszy jest okaz dwóch drzew zrośniętych na wysokości około dwóch metrów.
Najbardziej okazałe drzewa na terenie parku to:
- dęby szypułkowe w wieku około 300 lat, o obwodzie do 494 cm,
- lipy drobnolistne - najstarsza ma 450 lat i 606 cm obwodu,
- graby pospolite w wieku około 200 lat, o obwodzie do 314 cm,
- buki zwyczajne w wieku około 300 lat i obwodzie do 463 cm,
- cisy pospolite w wieku około 300 lat i obwodzie 180 cm (w tym jeden z trzema pniami).